# Kratinos
Kratinos (stgr. Κρᾰτῖνος, łac. Cratinus; ur. 520 p.n.e., zm. 423 p.n.e.) – grecki komediopisarz tworzący w Atenach.

## Twórczość
Kratinos swoje sztuki wystawiał od 453 r. p.n.e. aż do swojej śmierci. Jest jednym z trzech (obok Arystofanesa i Eupolisa) lepiej znanych przedstawicieli komedii staroattyckiej. Wzmianki o nim występują w komediach Arystofanesa, a to oznacza, że w V wieku p.n.e. cieszył się uznaniem i był popularny wśród widzów. Był jednym z najbardziej zwycięskich autorów komedii staroattyckiej. W agonach dramatycznych odniósł aż 9 zwycięstw, to znaczy 3 razy triumfował na Lenajach i 6 razy na Dionizjach Wielkich. Jego kariera komediopisarska rozpoczęła się w połowie V wieku p.n.e., szczyt jej rozwoju przypadł na trzeci kwartał V wieku, a wygasła w latach 20. tego wieku. Największe sukcesy Kratinos odnosił przed Arystofanesem, zatem Arystofanesa można potraktować jako jego spadkobiercę, ale nie przekreśla to faktu, że obaj poeci prowadzili ze sobą dialog poprzez własną twórczość, czego przykładem jest komedia Kratinosa zatytułowana Butelka.
Dzieła Kratinosa były czytane i studiowane w okresie hellenistycznym i w epoce wczesnorzymskiej, zapewne do przełomu II i III wieku n.e.
Kratinos najprawdopodobniej napisał około 30 komedii. Żadna z nich się nie zachowała, ale znane są tytuły 29 utworów oraz rozliczne fragmenty, które ocalały w źródłach „należących do tradycji pośredniej”.

## Sztuki
Niektóre spośród tytułów sztuk Krationosa to:
- Dionysaléksandros (Dionizo-Parys) – podobno prześmiewał w niej Peryklesa[1],
- Kobieta z Delos,
- Kobieta z Tracji,
- Pytíne (Butelka albo Flasza) – była polemiką ze sztuką Rycerze Arystofanesa,
- Spartanie.

## Eutanazja
Kratinosowi przypisuje się stworzenie terminu eutanazja (stgr. εὐθάνατος euthánatos). Określił on w ten sposób osobę „mającą dobrą śmierć”.